# 1925 في كندا
فيما يلي قوائم الأحداث التي وقعت خلال عام 1925 في كندا.

## سياسة

### تعيين في المنصب
- 1 يناير – إرنست فريدريك أرمسترونغ عضو مجلس العموم الكندي.
- 1 يناير – توماس فوستر عمدة تورونتو [الإنجليزية]‏.
- 1 يناير – توماس كلايتون ديفيس Legislative Assembly of Saskatchewan [الإنجليزية]‏.
- 1 يناير – روبرت روجرز عضو مجلس العموم الكندي.
- 1 يناير – ويليام إيرل رووي عضو مجلس العموم الكندي.
- 9 مايو – جون لويس عضو مجلس الشيوخ الكندي ‏.
- 2 يونيو – جيمس توماس ميلتون أندرسون عضو المجلس التشريعي في ساسكاتشوان ‏.
- 25 يونيو – إدغار نيلسون رودس عضو مجلس نواب نوفا سكوشا ‏.
- 25 يونيو – غوردون سيدني هارينجتون عضو مجلس نواب نوفا سكوشا ‏.
- 1 أكتوبر – جون فرازير عضو مجلس العموم الكندي.
- 29 أكتوبر – تشارلز ستيوارت عضو مجلس العموم الكندي.
- 29 أكتوبر – فيليكس باتريك كوين عضو مجلس العموم الكندي.

### انتهاء فترة المنصب
- 1 يناير – جورج بيري غراهام عضو مجلس العموم الكندي.
- 25 يونيو – إرنست هوارد أرمسترونغ عضو مجلس نواب نوفا سكوشا ‏.
- 5 سبتمبر – روبرت إيميت فين عضو مجلس العموم الكندي.
- 1 أكتوبر – جون إيفانز عضو مجلس العموم الكندي.
- 19 أكتوبر – ويليام روش عضو مجلس الشيوخ الكندي ‏.
- 28 أكتوبر – ويليام إليوت عضو مجلس العموم الكندي.
- 29 أكتوبر – تشارلز ستيوارت عضو مجلس العموم الكندي.
- 29 أكتوبر – جون موريسون عضو مجلس العموم الكندي.

## مواليد

### يناير
- 1 يناير – إدي بيفان
- 1 يناير – إيرل كارلسون لاعب هوكي جليد كندي.
- 1 يناير – بيني بيتروني كاتبة كندية.
- 1 يناير – موراي سوليفان
- 2 يناير – ويلفريد جورج براون سياسي كندي.
- 17 يناير – باتريشيا أوينز ممثلة كندية.
- 19 يناير – جون ديفيد جاكسون فيزيائي أمريكي.
- 26 يناير – فيك لين لاعب هوكي جليد كندي.
- 26 يناير – كلود ريان سياسي كندي.

### فبراير
- 7 فبراير – هانس شميت
- 10 فبراير – ماري إليزابيث باير كاتبة كندية.
- 15 فبراير – باستر كيرنز لاعب كرة قدم كندي.
- 18 فبراير – بيل فليك لاعب هوكي جليد كندي.
- 18 فبراير – مارسيل باربو فنان كندي.
- 28 فبراير – لويس نبيرغ رياضياتي كندي.

### مارس
- 2 مارس – برنارد جان سياسي كندي.
- 5 مارس – روس هال سياسي كندي.
- 6 مارس – ريج سنكلير لاعب هوكي جليد كندي.
- 13 مارس – غوردي بيل لاعب هوكي جليد كندي.
- 18 فبراير – مارسيل باربو فنان كندي.
- 25 مارس – جانيت برتراند

### أبريل
- 2 أبريل – ويلف دويل موسيقي كندي.
- 4 أبريل – كلود فاغنر سياسي كندي.
- 6 أبريل – بيل بريغز كاهن كندي.
- 25 أبريل – جوني هارمز لاعب هوكي جليد كندي.
- 25 أبريل – لويس أونيل سياسي كندي.
- 26 أبريل – فرانك هوارد سياسي كندي.
- 29 أبريل – ليه بنجامين سياسي كندي.

### مايو
- 5 مايو – جوني روذرفورد لاعب كرة قاعدة من الولايات المتحدة الأمريكية.
- 15 مايو – ديفيد هان سياسي كندي.
- 31 مايو – كولين سميث

### يونيو
- 10 يونيو – ليو غرافيل لاعب هوكي جليد كندي.
- 21 يونيو – ألاستير جي. دبليو كاميرون
- 25 يونيو – دونالد هيلمان

### يوليو
- 11 يوليو – سيد سميث لاعب هوكي جليد كندي.
- 12 يوليو – دون كامبل لاعب هوكي جليد كندي.
- 29 يوليو – تيد ليندساي لاعب هوكي جليد كندي.

### أغسطس
- 6 أغسطس – نيلسون إليوت سياسي كندي.
- 8 أغسطس – كارلو روسي سياسي كندي.
- 11 أغسطس – فلويد كاري لاعب هوكي جليد كندي.
- 15 أغسطس – أوسكار بيترسون
- 18 أغسطس – بيير غروندين
- 18 أغسطس – جيك دونلاب لاعب كرة قدم كندي.
- 22 أغسطس – تيري دوناهو لاعبة كرة قاعدة من الولايات المتحدة الأمريكية.
- 26 أغسطس – بيير برابانت

### سبتمبر
- 9 سبتمبر – ديف كامبل لاعب كرة سلة كندي.
- 10 سبتمبر – هوارد غرين
- 16 سبتمبر – جاك ميلر لاعب هوكي جليد كندي.
- 16 سبتمبر – روي كيلي لاعب هوكي جليد كندي.
- 21 سبتمبر – تشارلز غالاغير سياسي كندي.
- 23 سبتمبر – جون جيمس كينلي سياسي كندي.

### أكتوبر
- 2 أكتوبر – رن بلير
- 5 أكتوبر – كيث مور
- 19 أكتوبر – توماس ألكسندر هيكمان سياسي كندي.
- 21 أكتوبر – جون تايلور
- 22 أكتوبر – هيو كوري لاعب هوكي جليد كندي.
- 25 أكتوبر – بيتر كوري
- 31 أكتوبر – هاري بيل لاعب هوكي جليد كندي.

### نوفمبر
- 8 نوفمبر – ألان لورانس سياسي كندي.
- 16 نوفمبر – راي باول لاعب هوكي جليد كندي.

### ديسمبر
- 4 ديسمبر – ألبرت باندورا
- 5 ديسمبر – كين مور
- 12 ديسمبر – تيد كينيدي لاعب هوكي جليد كندي.
- 15 ديسمبر – دايفيد ميلر لاعب هوكي جليد كندي.
- 29 ديسمبر – إد ريان لاعب كرة قدم أمريكية.

## وفيات

### يناير
- 20 يناير – جوزيف هنري هام (مواليد 1867) سياسي كندي.
- 23 يناير – فريدريك طومسون (مواليد 1869)

### فبراير
- 24 فبراير – تشارلز أوليفر فيربانك (مواليد 1858)

### مارس
- 5 نوفمبر – جوزيف ادمون مارسيل (مواليد 1854) سياسي كندي.
- 15 مارس – ويليام همفري بينيت (مواليد 1859) سياسي كندي.

### أبريل
- 10 أبريل – روبرت ستيوارت (مواليد 1850) سياسي كندي.

### يونيو
- 6 يونيو – ويليام جونستون (مواليد 1876) سياسي كندي.
- 30 يونيو – ليونورا كينغ (مواليد 1851)

### أغسطس
- 15 أغسطس – آدم بيك (مواليد 1857) سياسي كندي.

### سبتمبر
- 6 سبتمبر – جورج هنري برادبري (مواليد 1859) سياسي كندي.

### أكتوبر
- 2 أكتوبر – ريتشارد غريغوري (مواليد 1880)
- 19 أكتوبر – ويليام روش (مواليد 1842) سياسي كندي.
- 26 أكتوبر – روبرت جون فلمنج (مواليد 1854) سياسي كندي.

### نوفمبر
- 5 نوفمبر – جوزيف ادمون مارسيل (مواليد 1854) سياسي كندي.
- 20 نوفمبر – كلارا موريس (مواليد 1850) ممثلة أمريكية.

### ديسمبر
- 14 ديسمبر – جوزيف راسيل (مواليد 1868) سياسي كندي.
- 16 ديسمبر – ويليام بارنز (مواليد 1876) لاعب رماية كندي.